# Daniel Noonan
Daniel Noonan (Warren, 28 de octubre de 1979) es un deportista australiano que compitió en remo.
Participó en dos Juegos Olímpicos de Verano, obteniendo una medalla de bronce en Londres 2012, en la prueba de cuatro scull, y el cuarto lugar en Pekín 2008, en la misma prueba.
Ganó tres medallas en el Campeonato Mundial de Remo entre los años 2009 y 2011.

## Palmarés internacional
| Juegos Olímpicos   | Juegos Olímpicos          | Juegos Olímpicos  | Juegos Olímpicos |
| Año                | Lugar                     | Medalla           | Prueba           |
| ------------------ | ------------------------- | ----------------- | ---------------- |
| 2012               | Londres (Reino Unido)     | Medalla de bronce | Cuatro scull     |
| Campeonato Mundial |                           |                   |                  |
| Año                | Lugar                     | Medalla           | Prueba           |
| 2009               | Poznań (Polonia)          | Medalla de plata  | Cuatro scull     |
| 2010               | Cambridge (Nueva Zelanda) | Medalla de bronce | Cuatro scull     |
| 2011               | Bled (Eslovenia)          | Medalla de oro    | Cuatro scull     |